# Magic Mike XXL

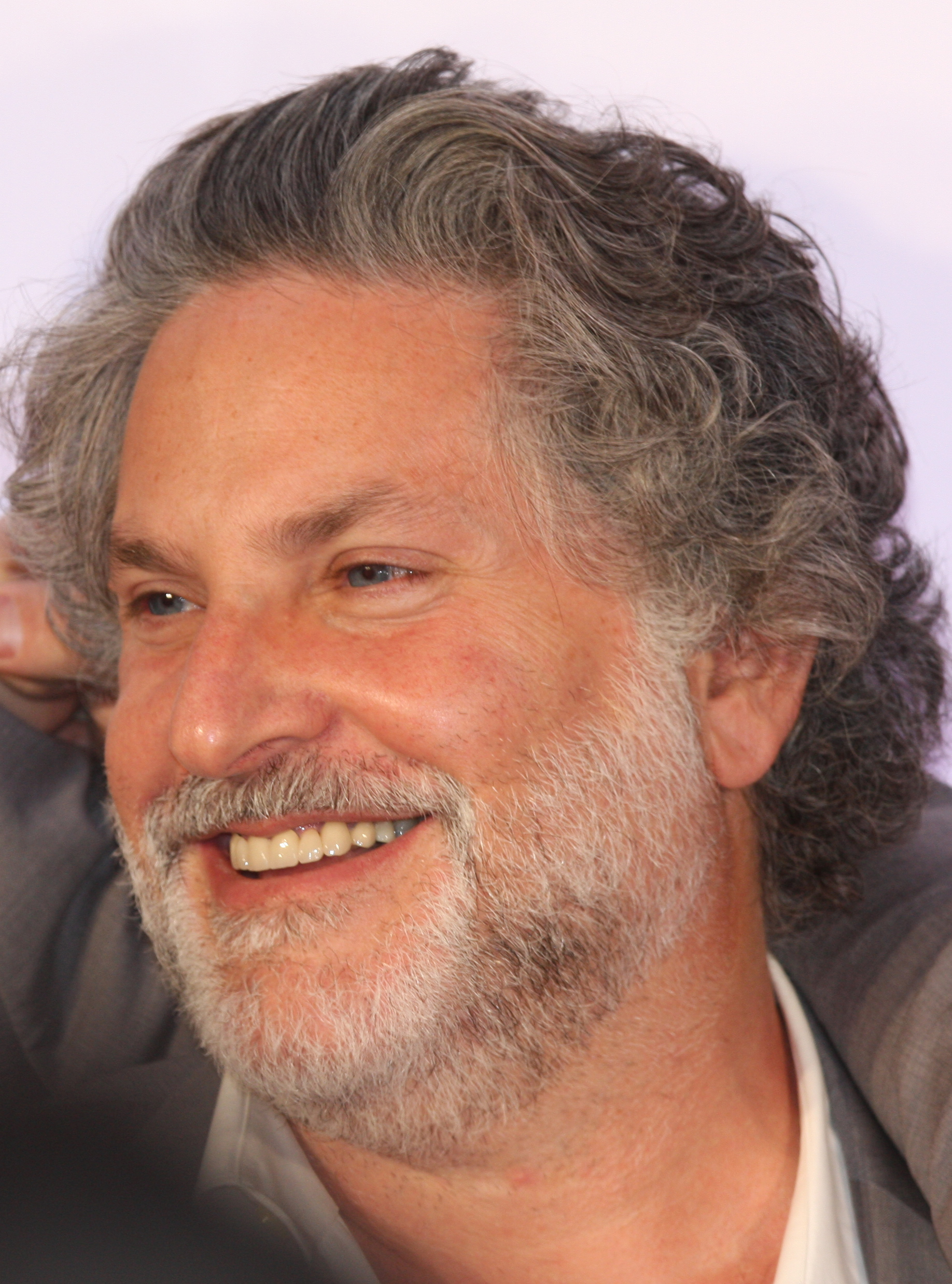
Gregory Jacobs a l'estrena de la pel·lícula a Sydney.

Magic Mike XXL és una pel·lícula de comèdia dramàtica estatunidenca del 2015 dirigida per Gregory Jacobs, escrita per Reid Carolin i protagonitzada per Channing Tatum, Matt Bomer, Kevin Nash i Joe Manganiello. Seqüela de la pel·lícula Magic Mike de 2012, es va estrenar a Hollywood el 26 de juny de 2015 i als cinemes dels Estats Units l'1 de juliol a càrrec de Warner Bros. Pictures. Va rebre crítiques tèbies i va recaptar 117,8 milions de dòlars a tot el món. Una tercera pel·lícula, Magic Mike's Last Dance, es va estrenar el febrer de 2023. S'ha doblat i subtitulat al català.